# Didier Savard
Pour les articles homonymes, voir Savard.
Didier Savard, né le 13 décembre 1950 à Saint-Germain-en-Laye et mort le 4 juillet 2016, est un scénariste et dessinateur français de bande dessinée.

## Biographie
D'abord professeur d'anglais, Savard commence à réaliser des dessins de presse pour Survivre et vivre en juin 1971 (numéro 8), revue du groupe fondé par Claude Chevalley, Alexandre Grothendieck et Pierre Samuel, dont il deviendra l'un des animateurs. Les dessins de Savard deviennent rapidement un support rhétorique majeur du journal.
Il collabore aussi à Libération à partir de 1972, où il publie notamment un feuilleton baptisé Le fabuleux destin d’Augusto Pinochet en 1973, mais aussi à La Criée, à Méfi !, à Fluide glacial  et à La Gueule ouverte dans les années 1970.
Il s'installe à Arles en 1974. Aux éditions Encre Noire, il publie en 1979 Demain ça ira encore mieux, recueil de ses dessins de presse publiés durant les années 70.
En 1982, son style passe à une franche ligne claire pleine d'élégance qui assure le succès de ses séries Dick Hérisson (qui paraît dans Charlie mensuel) et Leonid Beaudragon (scénario de Jean-Claude Forest, dans Okapi en 1986).
Il reprend également la série Perlin et Pinpin sur des scénarios de sa coloriste Sylvie Escudié, avec un dessin plus stylisé et fantaisiste.
Sa principale série reste Dick Hérisson, dont le personnage principal, un détective des années 30, évolue entre la Provence et la Bretagne, terres d'adoption de Savard. Dick Hérisson et son complice le journaliste Jérôme Doutendieu se trouvent mêlés à des enquêtes dans lesquelles le fantastique n'est jamais loin, la série étant très influencée par le Harry Dickson de Jean Ray.
Il réalise en 1999 pour le quotidien Le Monde une aventure parodique de Tintin intitulée Objectif Monde, dans laquelle il fait défiler certaines des scènes les plus fameuses des aventures du célèbre reporter, dont il est par ailleurs un grand admirateur. Ce pastiche, réalisé avec la très exceptionnelle autorisation des ayants-droit, marque le 70e anniversaire des albums de Tintin.
Didier Savard a également collaboré avec la journaliste, productrice, écrivaine et spécialiste de musique de film Sophie Loubière dans l'élaboration de deux feuilletons radiophoniques, l'un de cent épisodes (« Le Secret du coffre rouge ») et l'autre de cinquante épisodes (« Le Mystère Mornefange »).

## Œuvres

### Recueils de dessins de presse
- Demain ça ira encore mieux, Encre Noire, 1979
- La Satiété du spectacle, Artefact, 1984

### Albums de bandes dessinées
- Le Fabuleux Destin d'Augusto Pinochet, Jean-Jacques Pauvert, 1973
- Vae victis, la BD derrière les barreaux, 1989
- Dick Hérisson (série, 11 volumes)
- Leonid Beaudragon (série, (3 volumes)
- Perlin et pinpin (série, 4 volumes)

### Bandes dessinées dans des revues
- Trois hommes dans un bateau / un roman de Jerome K. Jerome ; adapté par Rodolphe ; ill. Didier Savard ; coul. Rose Wagon, dossier Simone Mizikas, Je Bouquine n° 41, juillet 1987, p. 85-105.
- Conte de Noël / une nouvelle de Charles Dickens ; adapt. Leigh Sauerwein ; ill. Didier Savard ; coul. Rose Wagon ; dossier Christine Legrand, Je Bouquine n° 58, décembre 1988, p. 65-85.
- Les Voyages de Gulliver 2e partie : Voyage à Brobdingnab / un roman de Jonathan Swift ; adapté par Leigh Sauerwein ; ill. Didier Savard ; coul. Madeleine Dalby ; dossier André Meury, Je bouquine n° 136, juin 1995, p. 77-91.
- The Open Window / une nouvelle de Saki ; adaptation et ill. Didier Savard ; couleurs Sylvie Escudié, I Love English n° 48, mai 1997, p. 16-19.
- Objectif Monde, Le Monde, 28 janvier 1999.

## Récompenses
- Trophée 813 de la Meilleure bande dessinée 1985 pour Les Voleurs d'oreilles
- 1987 : Alfred moins de 12 ans au festival d'Angoulême pour Le Fantôme de Mandchou fou[5]
- Prix RTL 9 du meilleur album d’aventures 2000 pour Le 7e cri (Dargaud, 2000)